# 前1060年代
| 千纪： | 前2千纪 |
| 世纪： | 前12世纪 \| 前11世纪 \| 前10世纪                                                                                     |
| 年代： | 前1090年代 \| 前1080年代 \| 前1070年代 \| 前1060年代 \| 前1050年代 \| 前1040年代 \| 前1030年代                       |
| 年份： | 前1069年 \| 前1068年 \| 前1067年 \| 前1066年 \| 前1065年 \| 前1064年 \| 前1063年 \| 前1062年 \| 前1061年 \| 前1060年 |

## 重要事件及趋势
- 前1069年，古埃及法老拉美西斯十一世去世，第二十王朝结束。斯门代斯创建第二十一王朝。
- 约前1069年，古埃及新王国时期的结束。
- 约前1069年，埃及开始第三中间期。
- 前1068年，传说统治二十一年的雅典国王科德鲁斯在对抗多里安人入侵者时去世。雅典传统认为他是最后有绝对权力的王。由他的儿子墨冬即位。
- 大约帝辛时代

## 重要人物
- 拉美西斯十一世，古埃及第二十王朝法老
- 斯门代斯，古埃及第二十一王朝法老
- 亚述贝尔卡拉，亚述国王
- 马尔杜克·沙皮克·泽瑞、阿达德-阿普拉-伊丁那，巴比伦国王
- 科德鲁斯、墨冬，雅典国王